# Annibale Francesco Gonzaga

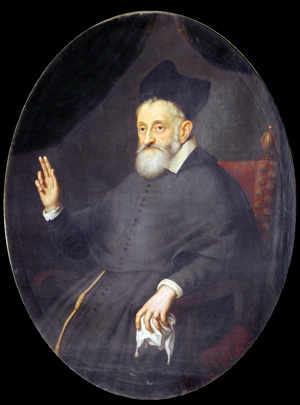
Bischof Francesco Gonzaga OFM

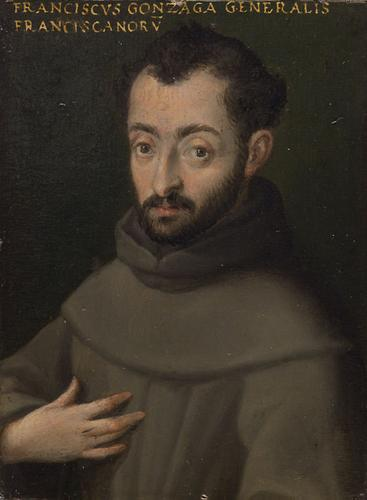
Francesco Gonzaga als Generalminister des Franziskaner (1579–1587)

Francesco Gonzaga OFM (Taufname Annibale Gonzaga; * 31. Juli 1546 in Gazzuolo; † 11. März 1620 in Mantua) war der Sohn des Marchese Carlo Gonzaga von San Martino und ein italienischer römisch-katholischer Bischof.

## Leben

### Herkunft und frühe Jahre
Er stammte aus der mantuanischen Adelsfamilie der Gonzaga. Annibale war eines von zehn Kindern von Carlo Gonzaga und dessen Ehefrau Emilia Cauzzi-Gonzaga Boschetti (* 1517; † 3. April 1573), Tochter von Federico II. Gonzaga und Isabella Boschetti. Unter seinen Brüdern war der spätere Kardinal Scipione Gonzaga. Nach dem Tod des Vaters 1555 kamen Annibale und Scipione in die Obhut ihres Onkels, des Kardinals Ercole Gonzaga, und dessen Bruder, des Marchese Ferrante Gonzaga. Mit elf Jahren wurde Annibale von seinem Onkel, dem Kardinal, am Hof Philipps II. in Flandern eingeführt, zusammen mit dem ein Jahr älteren Alessandro Farnese. Er lebte ab Februar 1558 in Brüssel und folgte 1559, zusammen mit Farnese, Philipp II. nach Spanien. Nach zwei Jahren in Toledo, wo er dem berühmten Franziskanerprediger Alonso Lobo de Medina Sidonia zuhörte und die Schule des Klosters San Juan de los Reyes besuchte, zog er im Mai 1561 mit dem Hof nach Madrid. Im Oktober verschlechterte sich der Gesundheitszustand des Sohnes Philipps II., Don Carlos. Gonzaga und Farnese begleiteten den Infanten nach Alcalá de Henares, wo Gonzaga die Franziskaner des dortigen Klosters besuchte und schließlich darum bat, in den Orden aufgenommen zu werden. Am 17. Mai 1562 wurde der Fünfzehnjährige in Alcalà in das Ordensgewand der Franziskaner eingekleidet und nahm den Ordensnamen Francesco an. Gegen den Widerstand seiner Familie legte er am Pfingsttag, dem 29. Mai 1563, in Gegenwart der Fürsten Don Juan de Austria und Don Carlos sowie von Alessandro Farnese und zahlreicher weiterer Adliger die Ordensgelübde ab.

### Kirchliche Laufbahn
Er studierte Theologie an der Universität von Alcalá und wurde anschließend zum Prediger, Vorleser und Beichtvater ernannt. Der damalige Generalminister rief ihn nach Italien zurück und er ließ sich in Mantua nieder, um dort zu lehren. In San Martino baute Francesco Gonzaga mit Hilfe seiner Brüder auf den Ländereien seiner Familie ein Kloster. 1577 wurde er zum Provinzialminister von Venetien ernannt, und 1579 wählte ihn das Generalkapitel des Ordens in Paris zum Generalminister, was er bis 1587 blieb.
1587 wurde Francesco Gonzaga Bischof von Cefalù. Die Bischofsweihe spendete ihm am 15. November 1587 der Bischof von Mantua Alessandro Andreasi; Mitkonsekratoren waren Giacomo Rovello (Roveglio), Bischof von Feltre, und Bischof Matteo Brumani CRSA. Francesco Gonzaga wechselte 1593 auf den Bischofssitz in Pavia. Am 30. April 1593 wurde er schließlich zum Bischof von Mantua ernannt und blieb dies bis zu seinem Tod. Beigesetzt wurde er in der Kathedrale von Mantua.